# Malala (genus)
Malala is een geslacht van wantsen uit de familie van de Tingidae (Netwantsen). Het geslacht werd voor het eerst wetenschappelijk beschreven door  in .

## Soorten
Het genus bevat de volgende soorten:

- Malala charieis Drake & Ruhoff, 1965
- Malala tuberculum Jing, 1980